# Julien Gonnet

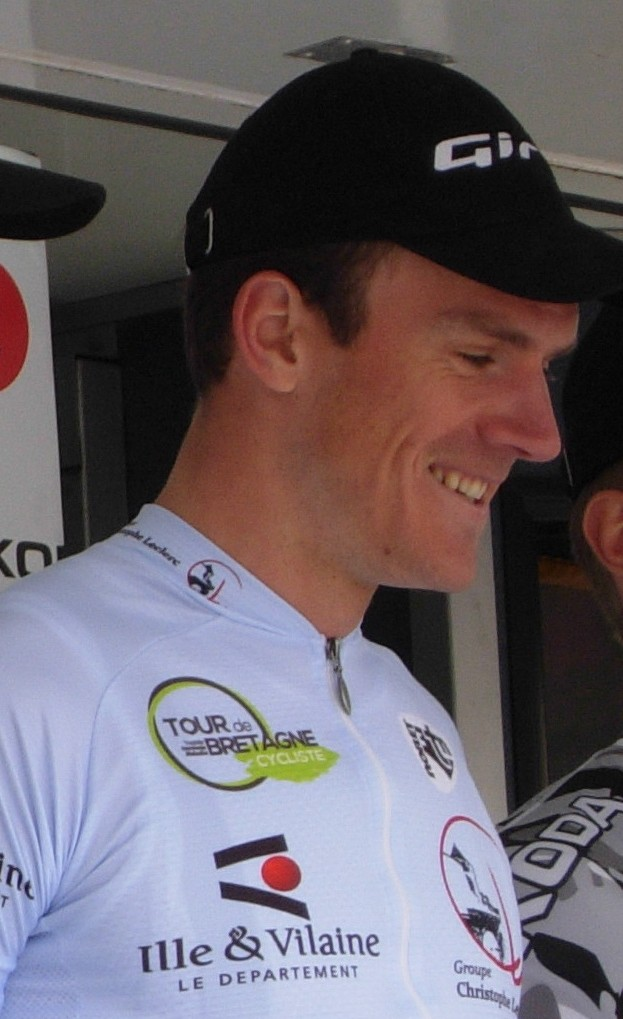
Julien Gonnet 2013

Julien Gonnet (* 2. September 1981 in Toulon) ist ein ehemaliger französischer Radrennfahrer.
Julien Gonnet gewann 2006 eine Etappe bei der Tour du Faso und wurde Dritter in der Gesamtwertung. Weiterhin wurde er dort einmal Etappenzweiter und einmal Etappendritter. Im Jahr darauf war er auf dem ersten Teilstück der Tour de Gironde in Pessac erfolgreich. Beim Grand Prix Chantal Biya wurde er einmal Etappenzweiter und belegte auch in der Gesamtwertung den zweiten Rang.
Ende 2015 wechselte Gonnet zu einer Amateurrennsportgruppe.

## Erfolge
2006
- eine Etappe Tour du Faso

2007
- eine Etappe Tour de Gironde

## Teams
- 2015 Équipe Cycliste de l’Armée de terre